# Petersbergcitadel

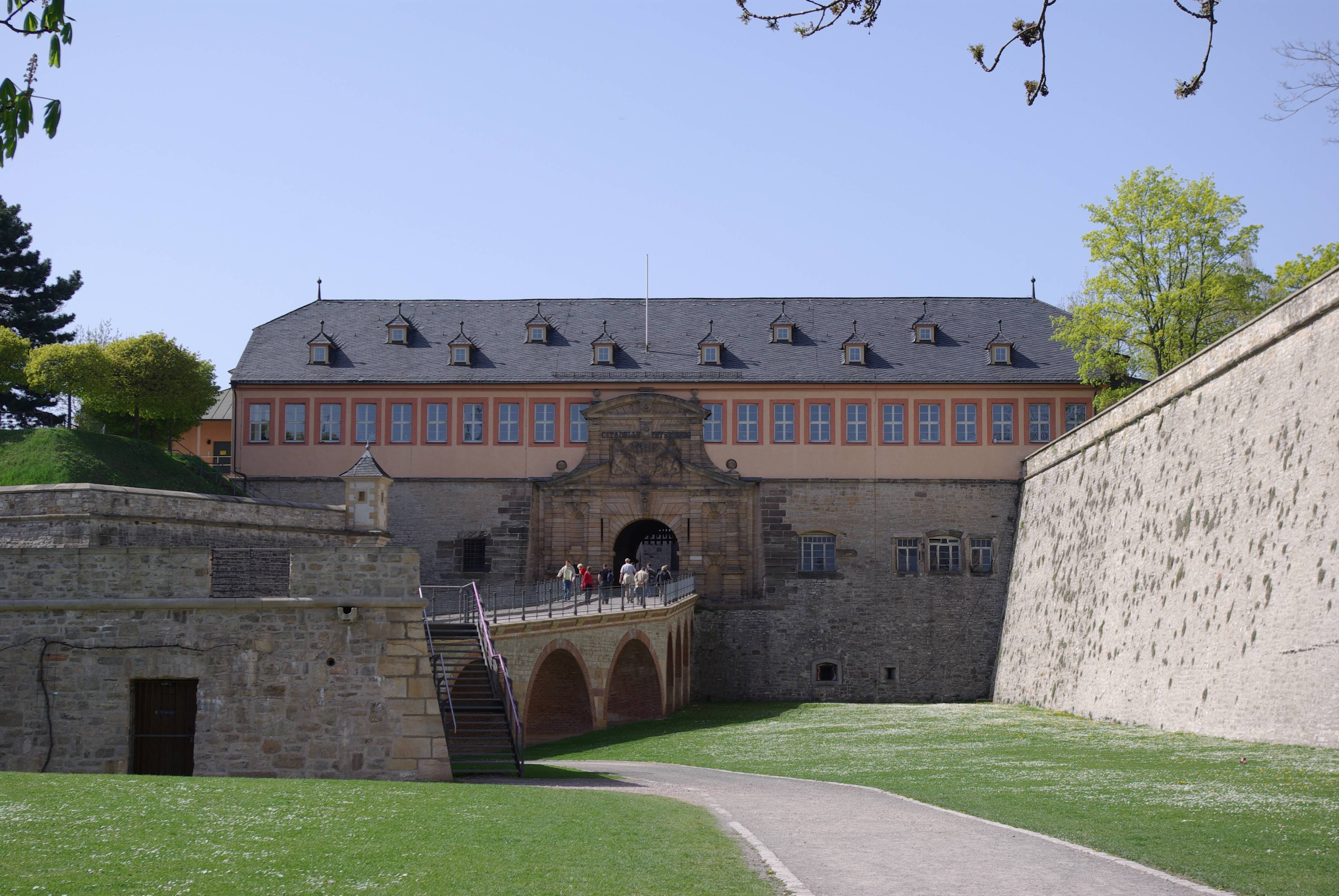
Het 17e-eeuwse Kommandantenhaus, ingang van de citadel

De Petersbergcitadel (Duits: Zitadelle Petersberg) is een goed bewaarde citadel in de Duitse stad Erfurt. De citadel werd van 1665 tot 1707 gebouwd in opdracht van het Keurvorstendom Mainz. Ze verrees op de Petersberg, een heuvel ten noordwesten van het stadscentrum, waar sinds de 11e eeuw al een benedictijns klooster stond. De citadel is 36 hectare groot en wordt omgeven door 2 kilometer omwalling. De citadel heeft een militaire rol gespeeld voor de verschillende bezetters van Erfurt, zoals de Zweden, Pruisen, Napoleon, het Duitse Rijk, de Nazi's, de Sovjets en Oost-Duitsland. Na 1990 werd de citadel ingrijpend gerenoveerd en is de site opengesteld voor het publiek. In een van de gebouwen is een Stasi-archiefcentrum gevestigd.